# Bajiaolou
Bajiaolou (kinesiska: 八角楼乡, 八角楼) är en socken i Kina. Den ligger i provinsen Sichuan, i den sydvästra delen av landet, omkring 290 kilometer väster om provinshuvudstaden Chengdu. Antalet invånare är 3 650. Befolkningen består av 1 803 kvinnor och 1 847 män. Barn under 15 år utgör 24,0 %, vuxna 15-64 år 68 %, och äldre över 65 år 6,0 %.
Genomsnittlig årsnederbörd är 1 114 millimeter. Den regnigaste månaden är juni, med i genomsnitt 266 mm nederbörd, och den torraste är januari, med 5 mm nederbörd.